# ベルリン・スポーツ宮殿
ベルリン・スポーツ宮殿（ベルリン・スポーツきゅうでん、ドイツ語: Berliner Sportpalast）は、かつてドイツ・ベルリンに存在した多目的催事会場である。1万人以上を収容し、シェーネベルク地区のポツダム通り172番地（1936年以降の新住居番号）にあった。1910年に完成し、1973年11月13日に取り壊された。ベルリン・スポーツ宮殿の名は、現在も特に「スポーツ宮殿演説」で人々に知られている。これは1943年にナチス・ドイツの宣伝大臣ヨーゼフ・ゲッベルスが国民に総力戦を呼びかけたものである。
「国際スポーツ宮殿および冬季自転車競技場有限会社 (Die Internationale Sportpalast- und Winter-Velodrom GmbH)」は1909年に土地を購入し、建築家ヘルマン・デルンブルクに建築を依頼した。1910年11月の開業時に人々の耳目を集めたのは、当時としては世界最大のスケートリンクであった。アイスホッケーやスピードスケートといったスポーツ競技がベルリンで大観衆を集め、初めて興業的に大成功を収めるようになったのもスポーツ宮殿の貢献である。スポーツ宮殿のこけら落としは、作曲家リヒャルト・シュトラウス指揮のベートーヴェンの第九であった。文芸欄を賑わせたことだが、壇上に向かう途中で不運に見舞われることがよくあった。講演者が、氷面の中央に設けられた演壇へと延びる絨毯敷きの通路をはずれ、転倒してしまったのである。催事内容や座席配置に応じ最大1万人が収容可能で、長きにわたりベルリン最大の催事会場であった。

## 厳しい船出とその後のブーム

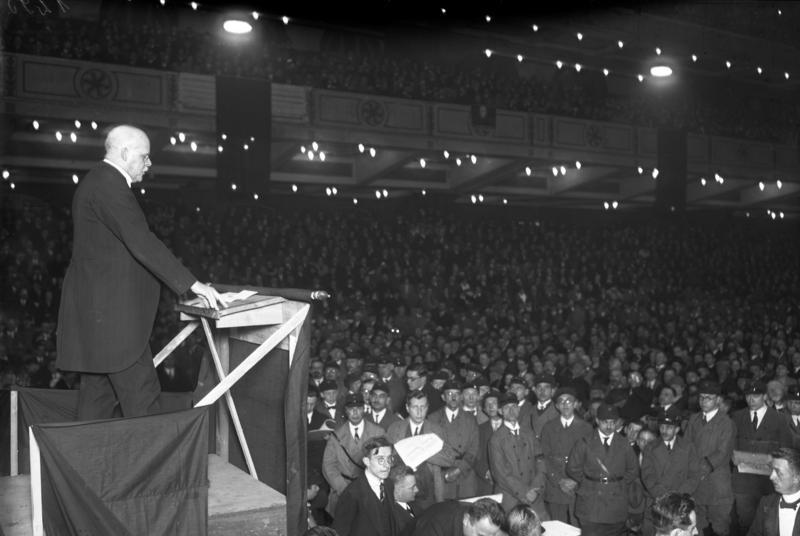
ドイツ国大統領候補ヴィルヘルム・マルクス、SPDとDDPの共同選挙集会、1925年4月

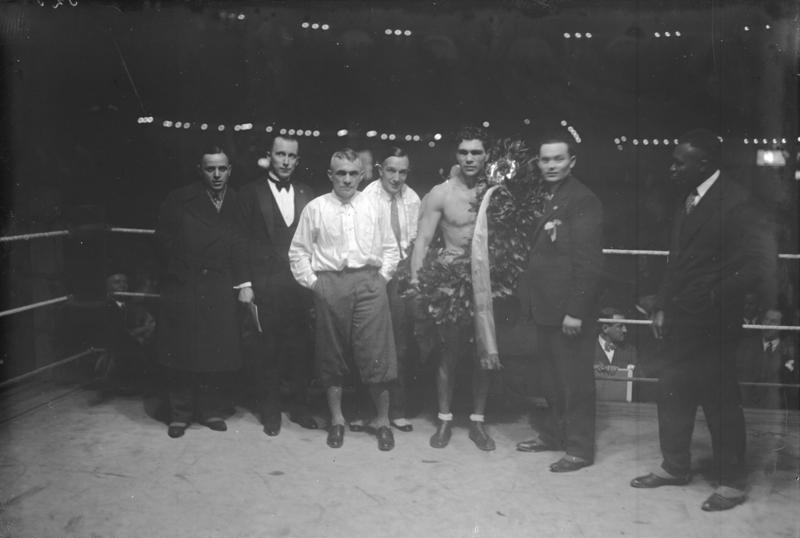
ボクシング試合でのマックス・シュメリング、1928年

当初は興行的な成功に恵まれず、開業わずか数か月で倒産の憂き目にあったが、後に後援者からの支援を受け危機を救われた。
快楽を追い求める「黄金の20年代」にあってスポーツ宮殿は、一大ブームを巻き起こした。それはボクシング試合である。特にハンス・ブライテンシュトレーター（通称「金髪ハンス (Blonder Hans)」）、ザブリ・マヒール（「悪虐トルコ人 (Schrecklicher Türke)」）、マックス・シュメリング（通称「マクセ (Maxe)」）が有名である。よく試合に足を運んだ著名人に、エンリコ・カルーソー、リヒャルト・タウバー、ハンス・アルバース、フリッツ・コルトナー、ベルトルト・ブレヒトがいた。
1923年には世界初の屋内馬術競技大会を開催した。屋内での馬術競技というスポーツ催事は、今日でもなお多くの人々の関心を引いている。馬術競技だけではなく、6頭立て馬車といった馬車競技も行われた。

## 6日間レース

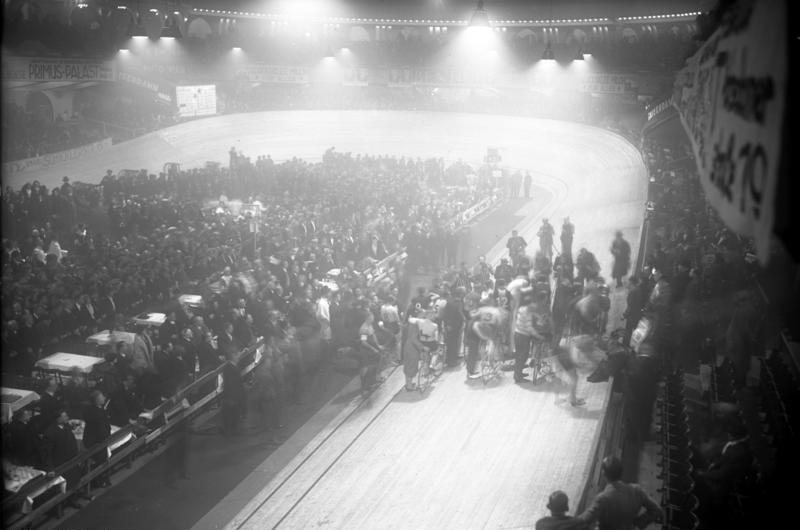
第27回ベルリン6日間レースのスタート、1932年

この他の大催事として年1回開催される自転車競技催事、ベルリン6日間レースが挙げられる。1911年に始まり、今日もベルリンの伝統となっている。出場者にはピート・ファン・ケンペン（「空飛ぶオランダ人 (Fliegende Holländer)」）やハンス・カルーパ（Hans Kalupa, 数十年後もポツダム通りで花屋を営んでいた）らがいた。こうした年に一度の自転車競技大会では、屋根裏の安い席（いわゆる「干し草屋根裏部屋 (Heuboden)」）に陣取る名物男ラインホルト・ハービッシュ（「ポンコツ (Krücke)」）の音頭に合わせ、観衆が一緒になってスポーツ宮殿ワルツに口笛を吹くのがベルリンの慣わしであった。名士らは邸宅や毛皮のコートといった賞品を提供し、地上階に設けた仕切り席で食事や酒の歓待を受けた。トラック内側の席は、立ち席のみであった。映画館としても利用され、1919年には世界最大の映画館として宣伝された。

## 政治

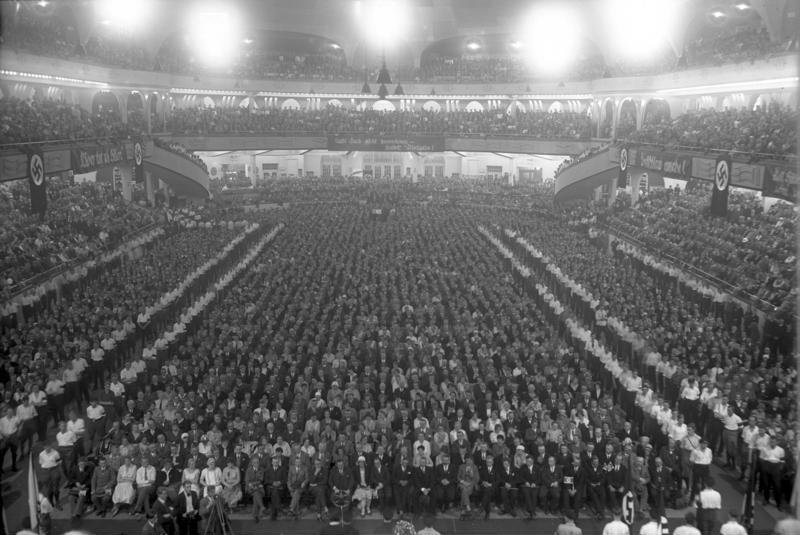
スポーツ宮殿におけるナチ党の選挙集会、1930年

ヴァイマル共和政が始まると、スポーツ宮殿は主要政党の党大会会場に貸し出されることが増えていった。とくに有名な弁士には、のちにドイツ国首相となるハインリヒ・ブリューニング（中央党）、労働者の指導者エルンスト・テールマン（共産党）、のちの宣伝大臣ヨーゼフ・ゲッベルス（ナチ党）がいた。ナチ党の支部（ベルリン・ブランデンブルク大管区）は1926年から1928年までスポーツ宮殿からそう遠くないポツダム通り97番地にあった。事務所は1階にあり、「アヘン窟」と呼ばれていた。
ベルリンでのナチ党禁止が1928年9月に解けると、スポーツ宮殿で行われるナチ党集会はその数を増していった。
アドルフ・ヒトラーは数年にわたり様々な州で演説禁止処分が下されていたが、プロイセン自由州がこれを解除した後の1928年11月16日にベルリン・スポーツ宮殿で演説した。 
ゲッベルスは早くからスポーツ宮殿にプロパガンダ面で潜在力があることを見抜き、この場を「我々の会場 (unsere Tribüne)」と評した。しかしナチ党の政敵もまたスポーツ宮殿を使用していた。「政権掌握」の後もドイツ共産党は1933年2月23日に翌月の国会選挙を控え大集会を開催し、主弁士は後に東ドイツの初代大統領となるヴィルヘルム・ピークであった。この選挙で勝利を収めたヒトラー政権は野党を禁止し、こうしてスポーツ宮殿を独占できるようになった。またスポーツ催事にはほとんど使用されなくなった。
1933年11月13日にナチスに迎合するキリスト教団体、「ドイツ・キリスト者」の大ベルリン代表であったラインホルト・クラウゼが約2万人の聴衆を前に演説した。そこではドイツ的キリスト教なる、露骨に反セム的、復興異教的イデオロギーを喧伝し、ドイツ的キリスト教はユダヤ的根部を取り除くべきと主張した。演説はラジオで中継されたが、その後数週間にわたってドイツ・キリスト者からは脱会者が相次ぐ結果となった。

## 戦争

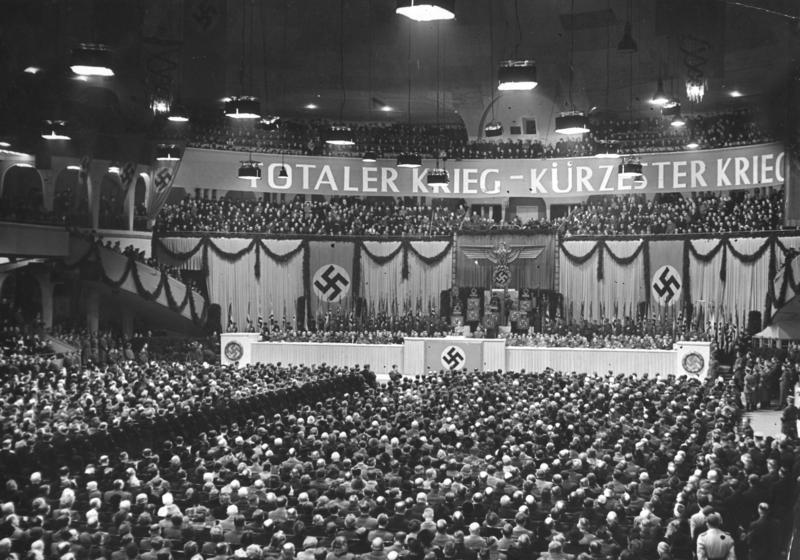
ヨーゼフ・ゲッベルスによる「スポーツ宮殿演説」、1943年

政治関連の最重要な出来事に、1943年2月18日にゲッベルスが行った「スポーツ宮殿演説」がある。スターリングラードでの敗北を経た国民に「総力戦」を誓って支持するよう求めるものであった。
ヒトラーが「千年王国」の9周年を記念し行った演説では、ナチ党の機関紙『フェルキッシャー・ベオバハター』紙が報じるように、会場にスポーツ宮殿を選んだのは、この場所が闘争と苦難、そして最後の勝利と同義であるため、とした。この演説のちょうど2年後、またナチ党の権力掌握11年周年のまさにその日、1944年1月30日にスポーツ宮殿に爆弾が落ちた。瓦礫は大戦中に焼け跡から取り除かれた。なお『ドイツ週間ニュース』の映像が示すように、1944年から1945年にかけての冬には、屋根がない状態でフィギュアスケートの演技が行われた。
ポツダム通りのほとんどの家屋がまだ戦災から手つかずのうちに、早くもスポーツ宮殿は再建されたが、被災前に比べ大幅に簡素なつくりとなった。1949年には当座の屋根が架けられたが、1973年に取り壊されるまでそのままであった。広いホワイエは再建されなかった。

## コンサート会場
その後スポーツ宮殿は主にコンサート会場として利用された。例えばピンク・フロイド、ビーチボーイズ、ジミ・ヘンドリックス、ディープ・パープル、ザ・ナイスなどであった。1958年にビル・ヘイリーのコンサートでファンが暴動を起こし、約3万マルクの被害をもたらした。市長ヴィリー・ブラントのもと西ベルリン警察は、騒擾者および粗暴者検索カードを導入し、黒の革ジャケットに身を包む「褐色シャツの連中」まがいの不良グループに対抗した。
スポーツ宮殿で公演した他のスターには、エラ・フィッツジェラルド、ライオネル・ハンプトン、クラウス・キンスキー、フランク・ザッパがいた。なおザッパは「revolution」（革命）とすべきところを「evolution」（進化）と発音したため、APOがステージから連れ出す騒ぎになった。
スポーツ宮殿が以前の人気を取り戻すことはついになかった。その上、ベルリン内の連合国占領地区の境界線からも近く、1961年にベルリンの壁が建設されると、都心という立地条件も失い、集客範囲も大幅に狭められることになった。　

## 解体と土地再開発

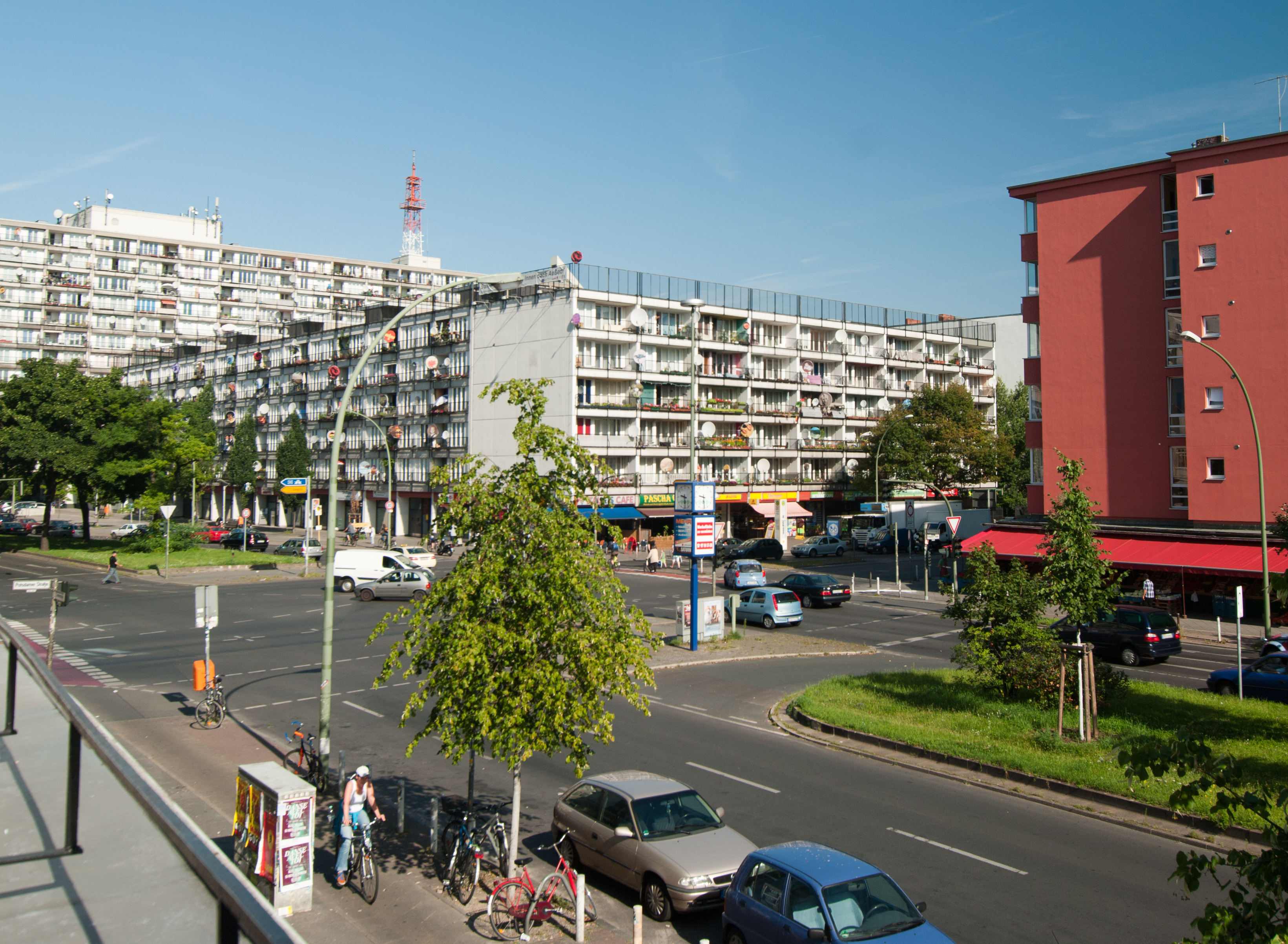
スポーツ宮殿跡に建設されたパラセウム

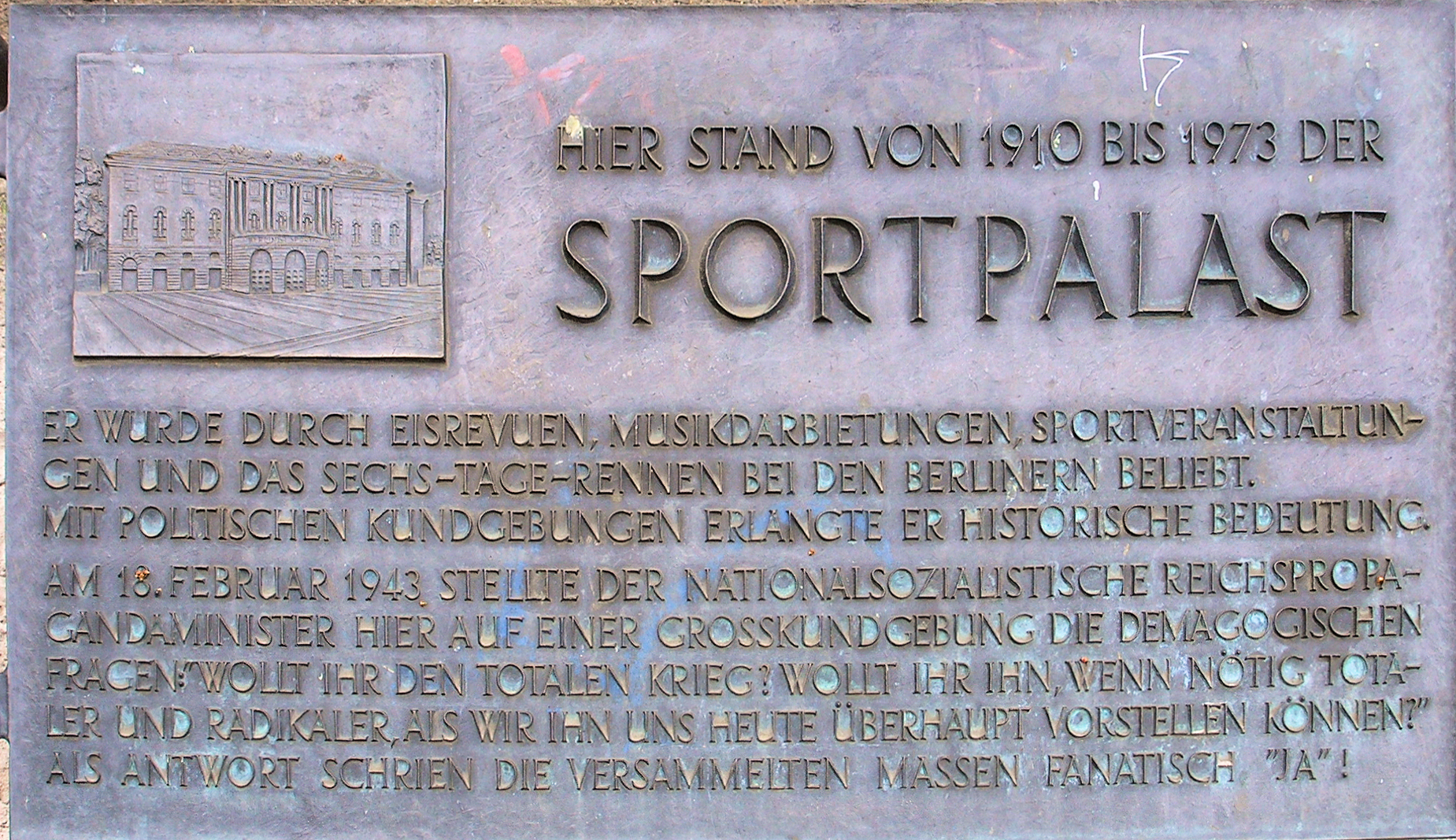
シェーネベルクのポツダム通り172番地にある記念銘版

催事会場としてもはや経済的に立ち行かなくなったスポーツ宮殿だったが、国からの支援はなかった。このような厳しい経営環境の中、経営者が事故で急逝すると、スポーツ宮殿は1973年に売却され、同年11月13日に集合住宅建設計画のため取り壊された。　
支援プログラムの下で跡地に建設された社会住宅・パラセウムは、ベルリンの俗語では「社会宮殿  (Sozialpalast)」と呼ばれる。建物は10階建ての高層建築で、階ごとに廊下が設けられ、ポツダム通りに沿って長く建てられた。この一直線に伸びる建築は、スポーツ宮殿の跡地（パラス通り北側）からパラス通り高層防空壕（通称「スポーツ宮殿防空壕」、パラス通り (Pallasstraße) 南側）に達する。パラス通り自体にもコンクリート構造物で橋が架けられ、公共交通に妨げられずに通り抜けできるようになっている。
前述の高層防空壕とは、第二次世界大戦中に建設された5階建ての建築物である。ドイツ内外の各地に築かれた、地表設置型防空避難施設（ホーホブンカー）のうちのひとつであった。1945年以降、何度か取り壊しが計画されたが、堅牢な構造のため実施されなかった（大規模な爆破解体を行えば、周辺の建物に大きな被害を与えてしまう）。その間に増築や改修を受け、非常時には約4800人を収容できる西ベルリン最大級の避難施設として維持管理されつつ、映画「ベルリン・天使の詩」やミュージックビデオのロケ地としても利用された。2010年に民間防衛施設の指定を解除され、翌2011年以降は史跡として保護されている。